# إيماجيك
إيماجيك (بالألمانية: Emagic) هي شركة لبرامج الكومبيوتر وأجهزة الموسيقى، تأسست في 1 يناير 2002، بمدينة ريلينجن، ألمانيا.